# Panaxia swanetica
Panaxia swanetica là một loài bướm đêm thuộc phân họ Arctiinae, họ Erebidae.